# Drake Bell
Jared Drake Bell (ur. 27 czerwca 1986 w Newport Beach) – amerykański aktor i piosenkarz.

## Życiorys
Bell ma trzech starszych braci, a także przyrodniego brata i siostrę. Jest znany głównie z serialu Drake & Josh.

### Ofiara molestowania
W dokumencie „Quiet on Set: The Dark Side of Kids TV”, Drake Bell przyznał że padł ofiarą pedofila Briana Pecka, pracownika stacji Nickelodeon, trenera aktorstwa i dialogu, który w 2003 roku został aresztowany i skazany w związku z zarzutami o wykorzystywanie seksualne aktorów.

### Wypadek samochodowy
29 grudnia 2005 roku uczestniczył w wypadku samochodowym na drodze stanowej nr 1 w Kalifornii. Jechał ze znajomym, gdy ciężarówka przejechała na czerwonym świetle i czołowo zderzyła się z jego samochodem. Spowodowało to złamanie szczęki w trzech miejscach, wybicie sześciu zębów i kilka ran na twarzy. Przeszedł operację plastyczną, by przywrócić dawny wygląd.

## Filmografia
- 2015: L.A. Slasher jako gwiazda muzyki pop
- 2014: Wróżkowie chrzestni: Rajskie Tarapaty jako Timmy Turner
- 2014: Wielka draka w dżungli jako Manu
- 2012: Wróżkowie chrzestni: Timmy ratuje święta jako Timmy Turner
- 2012: Wyśpiewać marzenia jako Shawn
- 2011: Wróżkowie chrzestni: Dorośnij Timmy! jako Timmy Turner
- 2009: Wesołych świąt – Drake i Josh jako Drake Parker
- 2008: Drake & Josh in New York jako Drake Parker
- 2008: College jako Kevin Brewer
- 2008: Superhero jako Rick Riker
- 2007: Unititiled Drake & Josh Project jako Drake Parker
- 2006: Drake i Josh jadą do Hollywood jako Drake Parker
- 2006: All-American Girl jako David
- 2005: Twoje, moje i nasze jako Dylan North
- 2001: Chasing Destiny jako Walter
- 2000: High Fidelity jako młody Rob Gordon
- 2000: Perfect Game jako Bobby Jr.
- 1999: Dill Scallion jako Eugene Bob
- 1999: Dragonworld: The Legend Continues jako Johnny
- 1999: The Jack Bull jako Cage Redding
- 1996: Jerry Maguire jako Jesse Remo
- 1995: The Neon Bible jako David

### Telewizja
- Mega Spider-Man (Ultimate Spider-Man) (2012–2017) jako Peter Parker/Spider-Man (głos)
- iCarly (2009) – Drake Parker (gościnnie)
- Zoey 101 (2005) – on sam (gościnnie)
- Drake & Josh (2004) – Drake Parker
- Chasing Destiny (2001) – Walter
- Szał na Amandę (The Amanda Show), (1999) – różne postacie
- The Jack Bull (1999) – Cage Redding
- Dragonworld: The Legend Continues (1999) – Johnny
- Home Improvement (1994) – mały Pete Bilker
- Pokémon Red & Blue Cable Commercial (1998)

## Dyskografia
- Telegraph (2005)
- Drake & Josh: Songs from and inspired by the hit TV show (2005)
- It’s Only Time  (2006)
- The Nashville Sessions (2010)
- A Reminder (2011)
- Ready, Steady, Go! (2014)
- „The Lost Album” (2020)

### Single
- „I Found a Way” (Piosenka tytułowa z serialu Drake i Josh)
- „Down We Fall”
- „Our Love”
- „Hollywood Girl”
- „Circles”
- „I Know”
- „Don't Preach”
- „Leave It All To Me” (Z Mirandą Cosgrove, piosenka tytułowa z serialu iCarly)
- „Girl Next Door”
- „Soul Man” (Z Joshem Peckiem)
- „Golden Days”
- „Superhero song”
- „Lost a Lover”
- „Telegraph”
- „It’s Only Time”
- „Falling”
- „Makes Me Happy”
- „Lonley”
- „14U”
- „Up Periscope”
- „Leave It All Behind”
- „Modern Times”
- „Back of my Hand”
- „Bitchcraft”
- „Bull”
- „California Man”
- „Crazy Little Thing Called Love”
- „Give Me a Little More Time”
- „I Won't Stand in Your Way”
- „It's Still Rock and Roll to Me”
- „Melina”
- „Runaway Boys”
- „Sunny Afternoon”
- „Big Shot”
- „Break Me Down”
- „Do What You Want”
- „Fallen for You”
- „Fool the World”
- „Highway to Nowhere”
- „In the End”
- „Rusted Silhouette”
- „Somehow”
- „Speak My Mind”
- „Terrific”
- „You're Not Thinking”